# Полуэктов, Виктор Григорьевич
Виктор Григорьевич Полуэктов (31 августа 1928, Васильсурск — 4 августа 2005, Нижний Новгород) — капитан судов речного транспорта, лауреат Ленинской премии.

## Биография
Окончил Всесоюзный заочный техникум речного транспорта МРФ РСФСР (1958).
С 1942 года работал приемосдатчиком на пристани. После службы в армии окончил речное училище, работал на речных судах в должностях от матроса до капитана и капитана-наставника.
Первый капитан первых экспериментальных судов на подводных крыльях «Ракета», «Метеор», «Спутник».
Читал курс «Управление судами на подводных крыльях» в академии водного транспорта.
С 1989 г. на пенсии.
Скончался 4 августа 2005 года. Похоронен на Федяковском кладбище Нижнего Новгорода.

## Награды и премии
- Ленинская премия (1962 год) — за участие в создании скоростных пассажирских судов на подводных крыльях;
- Орден Трудового Красного Знамени (1981).

## Публикации
Автор книги: Управление судами на подводных крыльях. Речной транспорт, 1962 — Всего страниц: 56